# Ahmed Ould Daddah

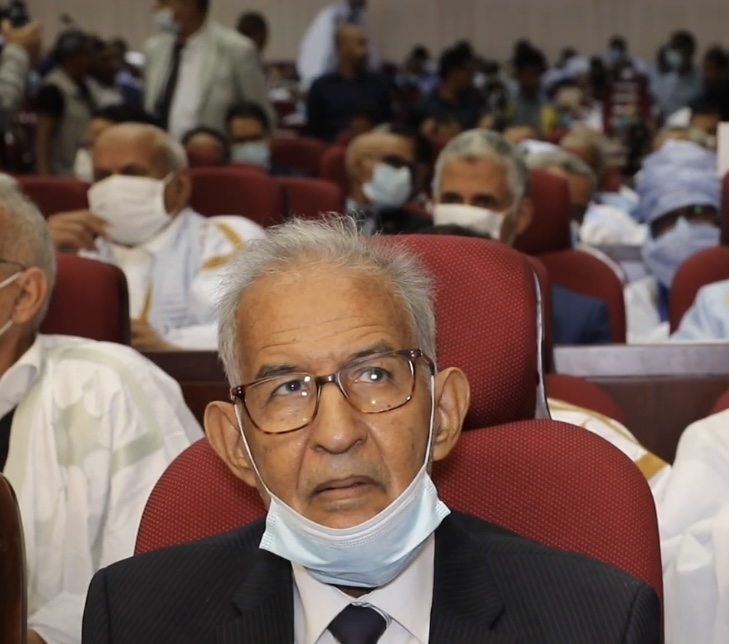
Ahmed Ould Daddah

Ahmed Ould Daddah (arabisch أحمد ولد داده, geb. 7. August 1942 in Boutilimit, Französisch-Westafrika) ist ein mauretanischer Ökonom, Politiker und Beamter. Er ist ein Halbbruder von Moktar Ould Daddah, dem ersten Präsidenten von Mauretanien, und gehört zu den Marabouts des Stammes Ouled Birri. Er ist Präsident der Partei Rally of Democratic Forces (RFD) und wurde zum offiziellen Oppositionsführer in der Mauretanischen Präsidentschaftswahl 2007 ernannt, in der er nach Stimmen an zweite Stelle kam.

## Leben

### Jugend und Ausbildung
Daddah wurde am 7. August 1942 in Boutilimit geboren, damals Teil von Französisch-Westafrika. Er ist der jüngere Bruder des ehemaligen mauretanischen Präsidenten Moktar Ould Daddah. Seine Ausbildung begann er an der Grundschule in Boutilimit und wechselte dann an das Lycée Van Vollenhoven in Dakar. Er studierte in Paris Ökonomie an der Faculté de Droit et Sciences Economiques und erwarb Mitte der 1960er einen Abschluss.

## Karriere
Nach der Rückkehr nach Mauretanien arbeitete Daddah als Wirtschafts- und Finanzberater für seinen Bruder, Präsident Moktar Ould Daddah (1967–68), und danach als Executive Secretary der Organisation Etats Riverains du Sénégal (1968 – März 1971). In dieser Zeit schuf er die Grundlagen für die Organisation pour la mise en valeur du fleuve Sénégal.
1971 wurde er Director-General der staatlichen Import-Export Company von Mauretanien und 1973 wurde er zum Gouverneur der Zentralbank von Mauretanien ernannt (–1978). Danach war er kurzzeitig Finanzminister, bis sein Bruder am 10. Juli 1978 durch einen militärischen Staatsstreich abgesetzt wurde. Später arbeitete er als Ökonom für die Weltbank (1986–1991) und als Berater für die Regierung der Zentralafrikanischen Republik.

## Unter Taya
1991 kehrte er wieder nach Mauretanien zurück und kandidierte für den Posten des Präsidenten gegen Maaouya Ould Sid’Ahmed Taya. Bei den Wahlen im Januar 1992 erreichte er den zweiten Platz mit 32,73 % der Stimmen. 1992 wurde er auch Generalsekretär der Union of Democratic Forces-New Era (UFD-EN), einer Oppositionspartei.
Daddah wurde im Januar 1995 zusammen mit einem anderen Oppositionellen, Hamdi Ould Mouknass von der Union for Democracy and Progress, und weiteren Aktivisten inhaftiert, nachdem Unruhen wegen des Brotpreises entstanden waren. Die Parteien wurden beschuldigt, die Gewaltwelle ausgelöst zu haben, was sie jedoch bestritten. Sie wurden unter Hausarrest gestellt und nicht verurteilt. Anfang Februar wurden sie wieder freigelassen.
Im Februar 1997 entstand aus der UFD-EN und vier anderen Oppositionsparteien die Front of Opposition Parties (FPO). Die FPO boykottierte die Präsidentschaftswahlen im Dezember 1997 und Taya errang einen leichten Sieg. Am 16. Dezember 1998 wurde Daddah in der Hauptstadt Nouakchott erneut verhaftet, zusammen mit zwei weiteren Parteifunktionären der UFD-EN, Mohameden Ould Babah und Mohameden Ould Ichiddou. Daraufhin berief die FPO, deren Präsident Daddah zusätzlich war, eine Versammlung ein, in der die Regierung beschuldigt wurde, geplant zu haben, Atommüll aus Israel in Mauretanien zu lagern. Die Gefangenen wurden unter schlechten Bedingungen in Boumdeid bis zum 17. Januar 1999 festgehalten und danach nochmals angeklagt, „Intoleranz zu verursachen“ und „die öffentliche Ordnung zu gefährden“ (März 1999). Im April 2000 wurde Daddah wieder inhaftiert und für fünf Tage festgehalten, nachdem er in der Hauptstadt eine Versammlung einberufen hatte, auf der der Mangel an Rule of law und der Mangel an Aufklärung bezüglich von Gewalttaten in den späten 1980ern und frühen 1990ern angeklagt wurde. Im Dezember 2000 wurde er erneut für drei Tage inhaftiert, aber nicht angeklagt.
Im Oktober 2000 wurde die UFD-EN von der Regierung aufgelöst mit der Begründung, Gewalt provoziert zu haben und die Interessen des Landes zu beschädigen. An ihrer Stelle wurde eine neue Oppositionspartei geschaffen, die Rally of Democratic Forces (RFD), deren Präsident Daddah im Januar 2002 wurde.
Daddah kandidierte erneut in der Präsidentschaftswahl vom 7. November 2003, in der er mit 6,89 % einen dritten Platz errang nach Taya und Mohamed Khouna Ould Haidalla. Am 8. November focht er zusammen mit Haidalla und einem weiteren Oppositionsführer, Messoud Ould Boulkheir, die Wahl wegen Wahlbetrugs an und rief die Bevölkerung dazu auf, die Wahl nicht anzuerkennen.
Am 3. November 2004 wurde er zusammen mit Haidalla und Scheich Ould Horma inhaftiert und angeklagt, einen Staatsstreich vorzubereiten. Der Staatsanwalt forderte eine fünfjährige Haftstrafe für Daddah, aber am Ende des Prozesses (3. Februar 2005) wurde er freigesprochen, nachdem ihn 195 Zeugen verteidigt hatten.

## Putsch und Rückkehr zur Demokratie
Taya wurde im August 2005 durch einen Putsch entmachtet und ein militärisches Übergangsregime richtete Ende 2006 und Anfang 2007 Neuwahlen aus. Daddah bezeichnete die RFD als die „größte politische Macht“ nach der ersten Runde zu den Mauretanischen Parlamentswahlen 2006 am 19. November. Die RFD nahm an dieser Wahl teil als Teil einer oppositionellen Allianz aus acht Parteien. In Kiffa erklärte Daddah am 12. Januar 2007 seine Kandidatur für die Präsidentschaftswahlen im März 2007. In der ersten Wahlrunde am 11. März gewann er 20,69 % der Stimmen, an zweiter Stelle nach Sidi Mohamed Ould Cheikh Abdallahi mit 24,80 %. In der zweiten Wahlrunde (25. März) siegte Abdallahi mit 52,85 % der Stimmen. Daddah gewann in drei der 13 Regionen des Landes: in Nouakchott, in Inchiri, und in Trarza, woher er stammt. Daddah akzeptierte die Ergebnisse und gratulierte Abdallahi zu seinem Sieg.
Am 30. Mai 2007 wurde Daddah vom Verfassungsgericht offiziell zum Oppositionsführer ernannt.

## Staatsstreich 2008
Daddah und die RFD unterstützten den Militärputsch vom 6. August 2008. In einem Interview mit Al Jazeera am 12. August beschrieb Daddah den Putsch als „eine Bewegung, um den demokratischen Prozess zu berichtigen“ und behauptete, dass die Präsidentschaftswahlen von 2007 „durch Betrug gekennzeichnet“ seien.
Am 4. Februar 2009 erklärte Daddah, dass Abdallahi nicht wieder zur Präsidentschaft zugelassen werden solle. Obwohl er den Putsch weiterhin unterstützte, schlug er vor, dass die Armee die Macht abgeben solle und dass jeder, der zur Zeit des Putsches im Militär gedient habe, nicht zur Präsidentschaftswahl 2009 zugelassen werden dürfe. Er drückte seine Sorgen darüber aus, dass eine Fortführung der militärischen Herrschaft sich negativ auf die internationalen Beziehungen von Mauretanien auswirken könne. Daddah und die RFD boykottierten die Präsidentschaftswahlen von 2009, da sie die Zeitplanung der Militärjunta ablehnten.
Nachdem Junta und Opposition eine Einigung erzielt hatten und die Wahlen auf den 18. Juli 2009 verschoben worden waren, kündigte die RFD am 9. Juni 2009 an, dass Daddah als neuer Präsidentschaftskandidat gewählt worden sei.